# ヒルベルトの第12問題
ヒルベルトの第12問題（ヒルベルトのだい12もんだい、英: Hilbert's twelfth problem; ヒルベルトの23の問題より）またはクロネッカーの青春の夢（クロネッカーのせいしゅんのゆめ、Kronecker's Jugendtraum）は、「代数体のアーベル拡大は、もとの体に適当な解析函数の特殊値を添加してできる拡大体に含まれなければならない」という代数体のアーベル拡大を具体的に構成する方法を問う問題である。
有理数体にたいしては、そのアーベル拡大は円分体にふくまれるというクロネッカー・ウェーバーの定理が知られており、円分体は1のべき根により生成されるという具体的な構成法があたえられる。
虚数乗法の古典的な理論は「クロネッカーの青春の夢」として知られており、上の問題において代数体として虚二次体を選んだ場合の解答である。クロネッカーは、気に入った青春の夢 liebster Jugendtraum として、虚数乗法の考えを次のように書き表した。
ヒルベルトは、1900年8月8日にパリで開催された第2回国際数学者会議 (ICM) の講演において、本問題に関して次のように述べている。

## 問題の内容と経緯
まずアーベル拡大について簡単にふれる。ガロアにより、今日ではガロア群と呼ばれる群が体の拡大を制御することが明らかになった。ガロア群が可換、すなわちアーベル群である場合をとくにアーベル拡大という。たとえば有理数体に {\displaystyle {\sqrt {n}}} をつけ加えてえられる拡大は、そのガロア群が {1, −1} となりアーベル群である。このような体を二次体とよび、ガウスはすべての二次体はある円分体に含まれることを示した。有理数体Q上の一般のアーベル拡大についても クロネッカー・ウェーバーの定理により有限アーベル拡大体はある円分体に含まれることが示される。
クロネッカー（とヒルベルト）の問題は、基礎体が有理数体ではなくて一般的な代数体 K である場合にそのアーベル拡大はどのように構成できるかを問うている。この問題については、K が虚二次体のとき、もしくはその一般化であるCM体のときには解答があたえられる。まずクロネッカー・ウェーバーの定理は次のようにいいかえることができる。指数函数の特殊値 exp(2πi/n) を全てつけ加えた拡大を考えると有理数体 Q の最大アーベル拡大が得られる。そこで，ヒルベルトの第12番目の問題は、指数函数を一般化したような解析関数を考えて、その特殊値により一般的な代数体 K の最大アーベル拡大 Kab を生成できるかどうかを問う問題であると解釈できる。Kが虚二次体 Q(τ) の場合には虚数乗法論によりその最大アーベル拡大はモジュラ函数 j(τ) と楕円函数 ℘(τ, z) の特殊値（対応する楕円曲線の等分点における値）と 1のべき根を全てつけ加えることで得られる。これがKが虚二次体の場合に対するヒルベルトの問題への解答である。さらに虚二次体の高次元化ともいえるCM体に対する結果が志村五郎により得られた。
ヒルベルトの第12問題の元々の設定は少し不正確な点がある（というか、ヒルベルトが正確にはどのような意図を述べたのかはわからない）ので、それについて注意する。問題の主張は「虚二次体のアーベル拡大は楕円（モジュラ）函数の特殊値により生成される」であるように思われる。まず実際には アーベル拡大を生成するには1のべき根を使うことも必要となる（ヒルベルトは暗にそのつもりで言ったかもしれない）。より重要なのは、楕円モジュラ函数の値がヒルベルト類体を生成するのに対して、より一般のアーベル拡大に対しては楕円函数の値も使う必要がある点である（この問題点は、ヒルベルトがヴァイヤシュトラスの楕円函数 ℘ と楕円モジュラー函数 j をどちらも「楕円函数」と呼んでいたために生じたことかもしれない）。例えば、アーベル拡大 {\displaystyle \mathbf {Q} (i,{\sqrt[{4}]{1+2i}})/\mathbf {Q} (i)} は、特異モジュライと 1のべき根だけを用いたのでは生成されない。
絶対アーベル拡大体 Kab の記述は類体論によって得られる。類体論はダフィット・ヒルベルト自身と、エミル・アルティンと20世紀前半の他の人々により開拓された。特に、高木貞治は、絶対アーベル拡大体が存在することを証明した。高木の存在定理を参照。しかしながら、類体論の中では Kab の具体的な構成は、まず最初にクンマー理論を使ってより大きな非アーベル拡大を構成して、それからアーベル拡大へ落とし込むことによりなされる。従ってアーベル拡大のより具体的な構成方法を問うているヒルベルトの問題の解にまでは至っていない。

## その後の進展
エーリッヒ・ヘッケ (Erich Hecke) は、論文 Hecke (1912)中で、実二次体のアーベル拡大を研究するためにヒルベルト・モジュラー形式を使用した。
1960年頃より、志村五郎と谷山豊により一般のCM体に対する結果が得られた。CM体のアーベル拡大を記述するために、アーベル多様体の虚数乗法を用いるというのが彼らの結果である。一般には、このことはCM体のアーベル拡大を導く。アーベル多様体のテイト加群によりえられるガロア表現について調べるということが、アーベル拡大を調べることになる。テイト加群は l 進コホモロジーのひとつの例で、これらの表現が深く研究されている。
ロバート・ラングランズは、1973年に Jugendtraum の現代バージョンである志村多様体のハッセ・ヴェイユのゼータ函数を扱うべきであると論じた。30年以上にも渡り、彼は、より広い問題を扱うラングランズ・プログラムという壮大なプログラムを想定したが、ヒルベルトの発した問題を取り込むことについては、未だに重大な問題として残っている。
これとは対照的に、別の発展では、直接、数体の特別に興味深い単元の見つけることを扱うスターク予想 (ハロルド・スターク による) がある。この予想は、L-函数の議論の発展にも大きな影響をもつ予想であり、また、具体的な数値結果をもたらす可能性も持っている。
サミット・ダスグプタとマヘーシュ・カクデは、2021年に総実体の最大アーベル拡大の明示的な構成を与えたとするプレプリントを公表した。彼らは総実体の最大アーベル拡大が有限個の簡単な元と 𝔭 進積分を用いて明示的に定義できる元で生成されることを証明したという。ただし射類体の構成はまだ出来ていない。